# Герберт Грубер
Герберт Грубер  (нім. Herbert Gruber, 9 листопада 1942) — австрійський бобслеїст, олімпійський медаліст.

## Виступи на Олімпіадах
| Олімпіада     | Дисципліна | Місце |
| ------------- | ---------- | ----- |
| Інсбрук 1964  | четвірка   | 7     |
| Гренобль 1968 | четвірка   | 2     |
| Саппоро 1972  | двійка     | 8     |
| Саппоро 1972  | четвірка   | 6     |